# Maurizio D'Ancora
Maurizio D'Ancora, né Rodolfo Gucci, né à Florence le 16 juillet 1912 et mort à Milan le 15 mai 1983, est un acteur italien.
Il est apparu dans plus de quarante films.

## Biographie
Maurizio D'Ancora a été repéré par Alfred Lind qui lui a permis de faire ses débuts au cinéma en 1929. La même année, il est apparu dans le film Aiguillage de Mario Camerini qui a vraiment lancé sa carrière.
Il a été marié à l'actrice Sandra Ravel. Il était l'un des quatre fils de Guccio Gucci, fondateur de La Maison de couture de Gucci.

## Filmographie

### Cinéma
- 1929 : Ragazze non scherzate
- 1929 : Aiguillage (Rotaie) de Mario Camerini : Giorgio
- 1931 : Figaro and His Great Day : Asdrubale Chiodini
- 1931 : La vacanza del diavolo : Roberto Stone
- 1932 : Cinque a zero
- 1932 : The Old Lady : Fausto
- 1932 : Venere : Il giovane Italo-Americano
- 1933 : The Distant Voice
- 1934 : Il canale degli angeli : Il 'Capitano'
- 1934 : La serva padrona : Giorgio
- 1935 : Casta diva de Carmine Gallone : Saverio Mercadante
- 1935 : Freccia d'oro : Ted Wall
- 1935 : La Nuit imprévue : Carlo
- 1935 : Quei due de Gennaro Righelli : Mario
- 1936 : Ginevra degli Almieri : Paolino
- 1936 : L'ambasciatore : Cav. Lelio Di Sant'Elmo
- 1936 : Milizia territoriale : Guido Reani
- 1936 : Nozze vagabonde : Umberto Tappi
- 1937 : Nina non far la stupida : Romeo
- 1938 : Nonna Felicita de Mario Mattoli : Ambrogino
- 1938 : The Ancestor : L'ingegnere Guiscardo di Montespanto
- 1939 : Battements de cœur : Yves, il ladruncolo
- 1939 : Il documento : L'ingegnere Pezzini detto 'Pallino'
- 1939 : L'albergo degli assenti : Il giovanetto galante
- 1939 : La conquista dell'aria : Operatore del cinegiornale
- 1939 : La notte delle beffe : Filippo
- 1939 : Le educande di Saint-Cyr : Renato Marchand
- 1939 : Nobody's Land : Rocco Securo
- 1940 : Centomila dollari : Paolo
- 1940 : Don Pasquale : Ernesto
- 1940 : Musica di sogno : Ronny Selva
- 1940 : Scandalo per bene : Suo nipote Alvise
- 1941 : Il re del circo : Tino Bastiani
- 1942 : Finalmente soli : Giulio De Ritis
- 1942 : I sette peccati : Alberto Banti
- 1942 : La fabbrica dell'imprevisto : Il conte Alberto
- 1943 : Gioco d'azzardo : Andrea, il nipote del duca
- 1943 : Il nostro prossimo : Giorgio
- 1943 : Inviati speciali : L'operatore Galletti
- 1943 : L'avventura di Annabella de Leo Menardi : Roberto
- 1943 : La zia di Carlo : Guidobaldo
- 1944 : La Femme de la montagne (La donna della montagna) de Renato Castellani : Luca
- 1945 : La buona fortuna : Mario
- 1946 : La vita semplice : Toto Bressan
- 1946 : Une jeune fille sage

## Dans la culture
- Le film House of Gucci de Ridley Scott, en 2021, Rodolfo Gucci est interprété par Jeremy Irons [2].